# Konferenciér

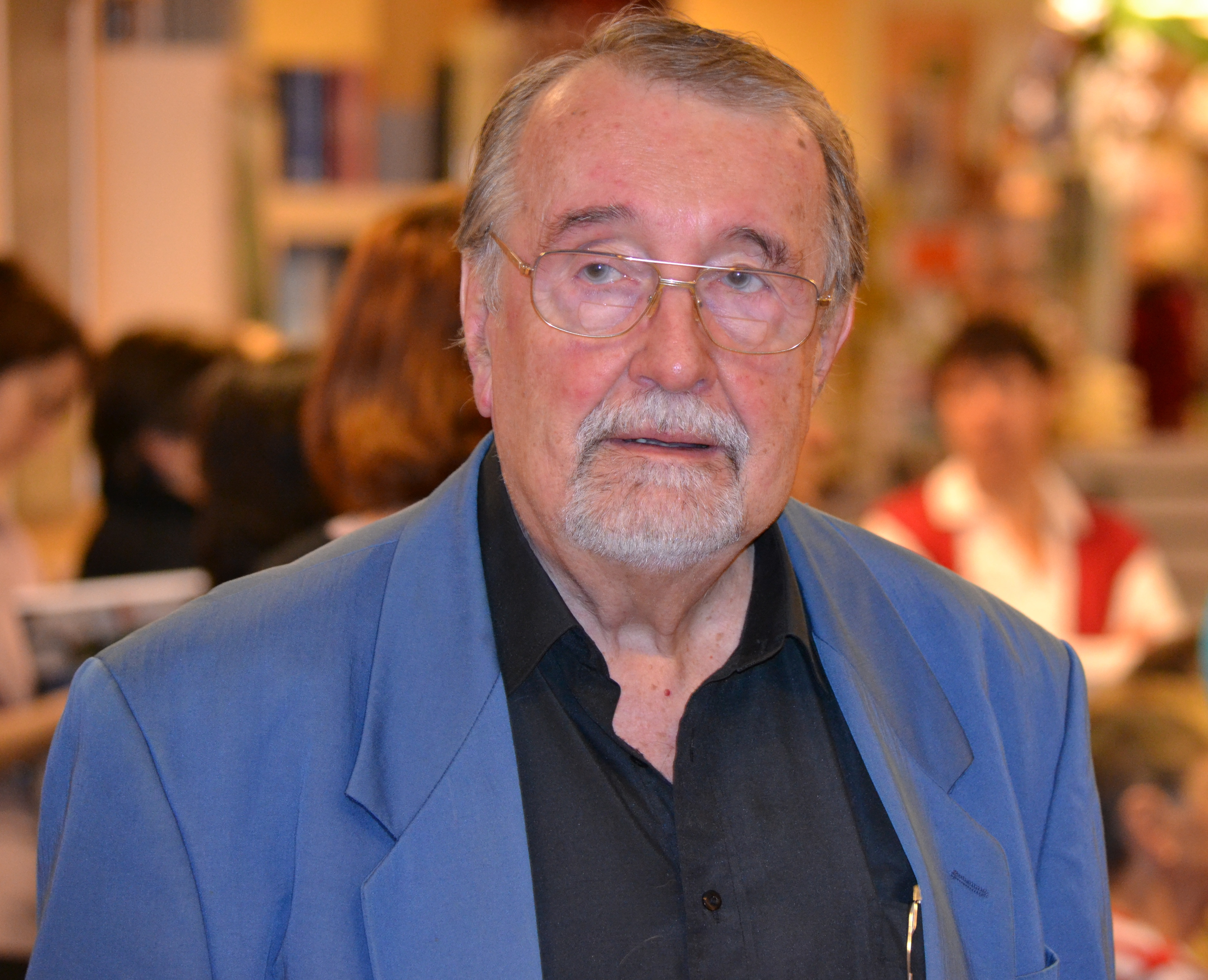
Český konferenciér Eduard Hrubeš (2012)

Konferenciér označuje průvodce pořadů zábavného charakteru (např. koncert, estráda, varietní či kabaretní programu, cirkusové představení), který program uvádí mluveným slovem. Konferenciér se tak stává prostředníkem mezi diváky či posluchači příslušného pořadu a účinkujícími. Konferenciér může působit zprostředkovaně třeba v rozhlase nebo v televizi. Žena, která vykonává povolání konferenciéra, je konferenciérka.

## Konferenciér a moderátor
U slova konferenciér došlo k významovému posunu a s výrazem konference jako diskusní setkání kompetentních osob k určitému tématu již nemá nic společného. Výraz konferenciér je v běžné češtině často nepřesně považován za synonymum slova moderátor. Konferenciér uvádí jednotlivá čísla zábavného programu při veřejných vystoupeních. (Jistou schopnost improvizace při živém vystoupení samozřejmě musí mít.) Na rozdíl od toho moderátor představuje tvůrčího pracovníka. Obvykle v sobě musí spojit osobu hlasatele, komentátora a redaktora. V některých případech je zčásti i režisérem a dramaturgem.

## Čeští konferenciéři (výběr)
Mezi známé konferenciéry z České republiky patřili např. Jan Pixa, Eduard Hrubeš nebo Vladimír Dvořák.